# Direito canônico da Igreja Ortodoxa
O Direito canônico da Igreja Ortodoxa consiste nos regulamentos eclesiásticos reconhecidos pelas autoridades da Igreja Ortodoxa, juntamente com a disciplina, estudo ou prática da jurisprudência ortodoxa.
Na Igreja Ortodoxa, o direito canônico é um padrão comportamental que visa aplicar dogmas a situações práticas na vida cotidiana dos cristãos ortodoxos. Ao contrário do direito canônico da Igreja Católica Romana, o direito canônico ortodoxo é corretivo e não prescritivo, o que significa que é formulado em resposta a certas questões, desafios ou situações.

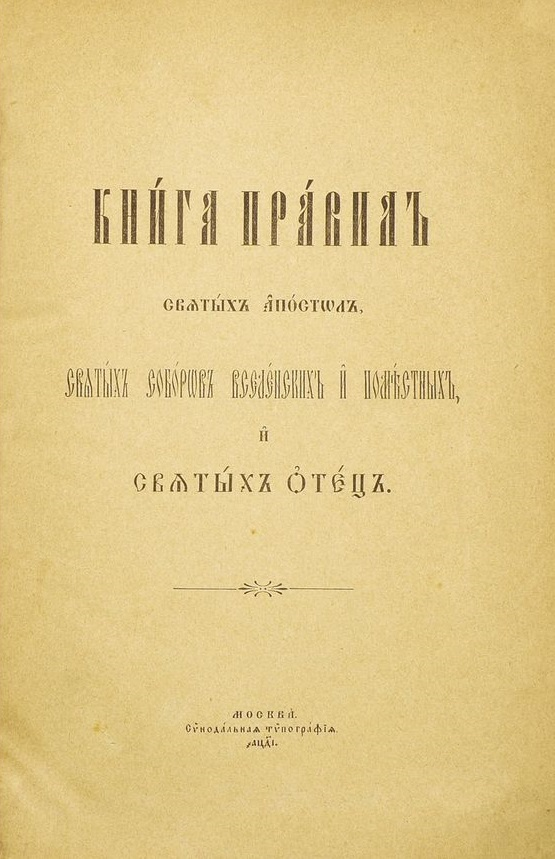
Livro das Regras dos Santos Apóstolos, dos Santos Concílios Ecumênicos e Locais e dos Santos Padres (1914).

O Direito canônico ortodoxo é a parte formalizada da lei divina, e, em última análise, visa promover a "perfeição espiritual" dos membros da Igreja.
O Direito canônico da Igreja Ortodoxa não é codificado; seu corpus nunca foi organizado ou harmonizado em um código formal de direito eclesiástico. Consequentemente, alguns cânones da Ortodoxia se contradizem, como aqueles relacionados à recepção de hereges na Igreja e à validade de seus sacramentos.

## Definição
O Direito canônico ortodoxo é "um padrão de comportamento" e "a tentativa de aplicar o dogma à situação prática na vida diária de cada cristão ortodoxo". O Direito canônico ortodoxo é "a parte formalizada da lei divina".
Viscuso escreve que o Direito canônico ortodoxo expressa duas realidades. Teologicamente, é a expressão da "verdade de Deus dado o tempo e as circunstâncias"; eclesiologicamente, é a expressão da "vida pastoral" da Igreja Ortodoxa e da história da Igreja Ortodoxa. Ele diz que o Direito canônico ortodoxo "é encarnacional; a verdade está sendo aplicada ou encarnada em circunstâncias específicas da história".